# Aglaia

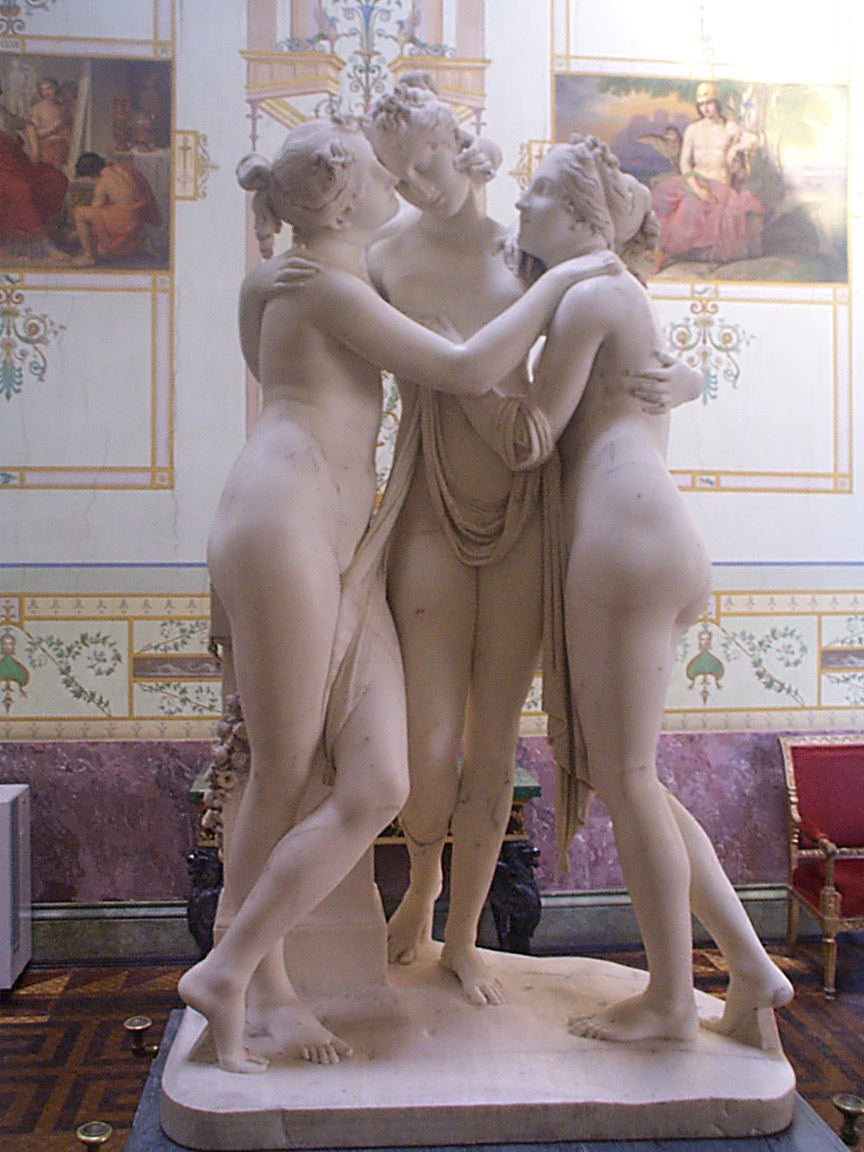
De tre gracerna

Aglaia (grek. Άγλαία), även kallad Kharis, var en av de tre gracerna eller  chariterna i grekisk mytologi. Hon var dotter till guden Zeus och havsnymfen Eurynome. Hennes namn betyder "härlighet" och "den glänsande", och hon stod för glans, prakt, ära, skönhet och älskvärdhet. Tillsammans med sina två systrar tillhörde hon gudinnan Afrodites tjänarinnor.
Hon var gift med guden Hefaistos- Tillsammans hade de fyra döttrar: Eukleia, Euthenia, Eupheme och Philophrosyne.